# Carlotta di Savoia
Carlotta di Savoia (Savoia, 11 novembre 1441 – Amboise, 1º dicembre 1483) è stata una principessa di Casa Savoia e regina consorte di Francia come moglie di Luigi XI di Francia.

## Biografia

### Infanzia
Era figlia di Ludovico I, duca di Savoia, (noto anche come Luigi I), e Anna di Lusignano regina di Cipro. I suoi nonni materni erano Giano di Lusignano e Carlotta di Borbone-La Marche. La nonna materna, dalla quale probabilmente prese il nome, era figlia di Giovanni I di Borbone-La Marche e Catherine de Vendôme.
Ebbe 18 fra fratelli e sorelle, 14 dei quali sopravvissero all'infanzia.

### Fidanzamento e matrimonio
L'11 marzo 1443, quando Carlotta aveva poco più di un anno, venne fidanzata con Federico di Sassonia (28 agosto 1439- 23 dicembre 1451), figlio maggiore di Federico II di Sassonia. Per ragioni sconosciute, il fidanzamento fu poi annullato. Meno di otto anni più tardi, il 14 febbraio 1451, Carlotta sposò Luigi, delfino di Francia, figlio maggiore di Carlo VII di Francia e Maria d'Angiò. La sposa aveva solo nove anni e lo sposo ventisette. Il matrimonio, che aveva avuto luogo senza il consenso del re di Francia, era il secondo per il delfino perché la sua prima moglie, Margherita di Scozia, era morta senza figli nel 1445. Al momento del suo matrimonio, Carlotta divenne delfina di Francia.
Nonostante le virtù della moglie, Luigi la trascurò. Ad esempio, dopo la sua successione al trono di Francia, la abbandonò subito in Borgogna - dove i due erano in esilio - per assicurarsi la propria eredità, lasciando la giovane regina alle dipendenze di Isabella di Borbone. Un contemporaneo di Carlotta osservò che seppur fosse un'eccellente principessa, non era una persona che poteva recare grande gioia ad un uomo. Fu però lodata per il gusto e l'eccellenza della biblioteca personale.

### Regina di Francia
Il 22 luglio 1461, Carlotta divenne regina di Francia, mantenendo la carica fino alla morte del marito il 30 agosto 1483.
Carlotta diede al marito otto figli di cui tre sopravvissero: Carlo VIII, che divenne re di Francia, Anna, che fu reggente di Francia per il fratello, e Giovanna, che divenne regina di Francia come la moglie di Luigi XII.

## Morte
Alla fine di una vita solitaria, Carlotta morì il 1º dicembre del 1483 ad Amboise, appena pochi mesi dopo la morte del marito.
È sepolta accanto al marito nella Basilica di Notre-Dame de Cléry a Cléry-Saint-André nel dipartimento del Loiret.

## Discendenza
Carlotta di Savoia e Luigi XI di Francia ebbero otto figli:
- Luigi (1458 – 1460);
- Gioacchino (1459), morto infante;
- Luisa (1460), morta infante;
- Anna (1461 – 1522), futura reggente del regno;
- Giovanna (1464-1505), sposò Luigi XII;
- Francesco (1466-1466).
- Carlo (1470 – 1498), futuro re di Francia con il nome di Carlo VIII;
- Francesco (1472-1473).

## Ascendenza
|                       |                    |                                 | Genitori                         |  |  | Nonni |  |  | Bisnonni             |  |  | Trisnonni           |  |
|                       |                    |                                 |                                  |  |  |       |  |  | Amedeo VII di Savoia |  |  | Amedeo VI di Savoia |  |
|                       |                    |                                 |                                  |  |  |       |  |  | Amedeo VII di Savoia |  |  | Amedeo VI di Savoia |  |
|                       |                    | Bona di Borbone                 |                                  |  |  |       |  |  | Amedeo VII di Savoia |  |  |                     |  |
| Amedeo VIII di Savoia |                    |                                 |                                  |  |  |       |  |  | Amedeo VII di Savoia |  |  |                     |  |
|                       |                    | Bona di Berry                   | Giovanni I di Berry              |  |  |       |  |  |                      |  |  |                     |  |
|                       |                    | Bona di Berry                   | Giovanni I di Berry              |  |  |       |  |  |                      |  |  |                     |  |
|                       |                    | Bona di Berry                   | Giovanna d'Armagnac              |  |  |       |  |  |                      |  |  |                     |  |
| Ludovico di Savoia    |                    | Bona di Berry                   |                                  |  |  |       |  |  |                      |  |  |                     |  |
|                       |                    | Filippo II di Borgogna          | Giovanni II di Francia           |  |  |       |  |  |                      |  |  |                     |  |
|                       |                    | Filippo II di Borgogna          | Giovanni II di Francia           |  |  |       |  |  |                      |  |  |                     |  |
|                       |                    | Filippo II di Borgogna          | Bona di Lussemburgo              |  |  |       |  |  |                      |  |  |                     |  |
| Maria di Borgogna     |                    | Filippo II di Borgogna          |                                  |  |  |       |  |  |                      |  |  |                     |  |
|                       |                    | Margherita III delle Fiandre    | Luigi II di Fiandra              |  |  |       |  |  |                      |  |  |                     |  |
|                       |                    | Margherita III delle Fiandre    | Luigi II di Fiandra              |  |  |       |  |  |                      |  |  |                     |  |
|                       |                    | Margherita III delle Fiandre    | Margherita di Brabante           |  |  |       |  |  |                      |  |  |                     |  |
| Carlotta di Savoia    |                    | Margherita III delle Fiandre    |                                  |  |  |       |  |  |                      |  |  |                     |  |
|                       | Giacomo I di Cipro | Ugo IV di Cipro                 |                                  |  |  |       |  |  |                      |  |  |                     |  |
|                       | Giacomo I di Cipro | Ugo IV di Cipro                 |                                  |  |  |       |  |  |                      |  |  |                     |  |
|                       | Giacomo I di Cipro | Alice d'Ibelin                  |                                  |  |  |       |  |  |                      |  |  |                     |  |
| Giano di Cipro        | Giacomo I di Cipro |                                 |                                  |  |  |       |  |  |                      |  |  |                     |  |
|                       |                    | Helvis di Brunswick-Grubenhagen | Filippo di Brunswick-Grubenhagen |  |  |       |  |  |                      |  |  |                     |  |
|                       |                    | Helvis di Brunswick-Grubenhagen | Filippo di Brunswick-Grubenhagen |  |  |       |  |  |                      |  |  |                     |  |
|                       |                    | Helvis di Brunswick-Grubenhagen | Helvis de Dampierre              |  |  |       |  |  |                      |  |  |                     |  |
| Anna di Cipro         |                    | Helvis di Brunswick-Grubenhagen |                                  |  |  |       |  |  |                      |  |  |                     |  |
|                       |                    | Giovanni I di Borbone-La Marche | Giacomo I di Borbone-La Marche   |  |  |       |  |  |                      |  |  |                     |  |
|                       |                    | Giovanni I di Borbone-La Marche | Giacomo I di Borbone-La Marche   |  |  |       |  |  |                      |  |  |                     |  |
|                       |                    | Giovanni I di Borbone-La Marche | Giovanna di Châtillon-Saint Paul |  |  |       |  |  |                      |  |  |                     |  |
| Carlotta di Borbone   |                    | Giovanni I di Borbone-La Marche |                                  |  |  |       |  |  |                      |  |  |                     |  |
|                       |                    | Caterina di Vendôme             | Giovanni VI di Vendôme           |  |  |       |  |  |                      |  |  |                     |  |
|                       |                    | Caterina di Vendôme             | Giovanni VI di Vendôme           |  |  |       |  |  |                      |  |  |                     |  |
|                       |                    | Caterina di Vendôme             | Giovanna di Ponthieu             |  |  |       |  |  |                      |  |  |                     |  |
|                       |                    | Caterina di Vendôme             |                                  |  |  |       |  |  |                      |  |  |                     |  |